# 麦考密克 (南卡罗来纳州)
麦考密克（英文：McCormick），是美国南卡罗来纳州下属的一座城市。城市类型是“Town”。其面积大约为3.04平方英里（7.88平方公里）。根据2010年美国人口普查，该市有人口2,783人，人口密度约为每平方 英里915.16人（约合每平方公里353.36人）。